# Tupou College
Tupou College es un internado metodista masculino. Se encuentra en el distrito este de Tongatapu, Tonga, aunque geográficamente, Malapo es la localidad más cercana. La escuela es administrada por la Iglesia Wesleyana Libre, y fue establecida en 1866 por James Egan Moulton. Afirma ser la escuela secundaria más antigua de las islas del Pacífico. La matrícula es de unos 1.000 alumnos. Su primera sede fue en la que hoy se encuentra el Queen Salote College. Desde allí se trasladó a Nafualu, Sia'atoutai, en el sitio donde ahora se encuentra Sia’atoutai Theological College. En 1948, la escuela se mudó por última vez a Toloa, en el distrito este de Tongatapu, donde se encuentra en la actualidad. La escuela hermana de Tupou College es Newington College, ubicada en Sídney, Australia. 
El misionero A. Harold Wood fue director desde el 1924 a 1937, tiempo durante el cual la institución se expandió de 30 estudiantes a casi 400. El primer director tongano fue el Reverendo Sione Siupeli Taiamoni Taliai, quien ejerció el cargo entre 1970 y 1979. 
El colegio tiene 750 acre (3 km²) campus, en el cual se cultivan hortalizas y frutas. Esto incluye un área de bosque señalada en Tonga como la Reserva de Selva Tropical de Toloa que contiene una variedad de especies de plantas endémicas de Tonga, así como aquellas que ya no se encuentran en otras partes del reino. El bosque es mucho más pequeño en tamaño hoy que cuando se mudaron allí por primera vez debido a la construcción del aeropuerto, la Universidad de las Naciones en Lafalafa y la remoción de tierras agrícolas adicionales. Los proyectos de plantación de árboles se han llevado a cabo en los años anteriores dentro del bosque para asegurar la supervivencia y el crecimiento continuo de las especies únicas que se encuentran en Toloa.

## Alumnos notables

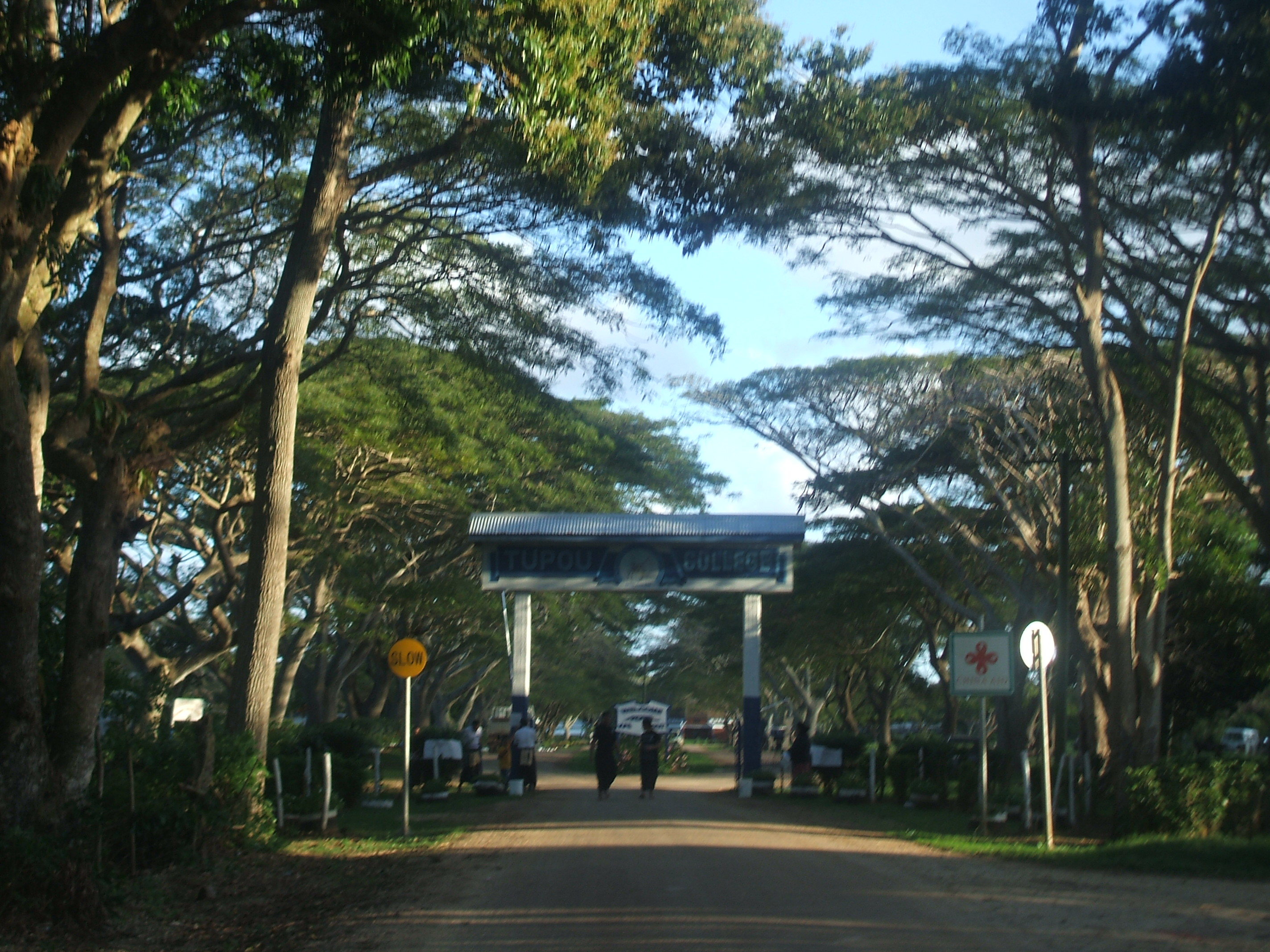
Puerta de entrada de Tupou College

- Taufa'ahau Tupou IV, rey difunto de Tonga, quién reinó entre 1967 y 2006.
- Fatafehi Tuʻipelehake, príncipe de Tonga, hijo de la reina Carlota Tupou III.
- Viliami Tangi, ex viceprimer ministro y ministro de Salud.
- Willie Ofahengaue, jugador profesional del rugny de Australia.
- Saimone Taumoepeau, jugador profesional del rugby de Nueva Zelanda.
- Tupouto'a 'Ulukalala, príncipe heredero de Tonga, hijo de Tupou VI.

## Educación
El alumnado de trenes escolar en cristiano discipleship a través de programas de adoración, estudio, trabajo y recreación. se quedan dentro del campus de sábados a viernes. Todos los estudiantes están requeridos para quedarse dentro del campus; la excepción única que es aquellos poseyendo dificultades y problemas médicos.
Los grados escolares son de van del 1 al 7 (Año 7-13) que incluyen dos clases técnicas donde los estudiantes aprenden ingeniería, reparación de motores, carpintería, metalurgia, ingeniería eléctrica y arte y diseño. 
También se requiere que los estudiantes realicen una variedad de artesanías tonganas que incluyen: cáscaras de coco pulidas (para beber kava) y kafa (cuerdas de la cintura para sostener ta'ovala). Es por esto que los estudiantes aprenden el arte, las habilidades tradicionales y la cultura de Tonga que también benefician a la escuela, ya que se vende en el bazar anual de la institución. 

### Currículum
Como la mayoría de las escuelas del país, Tupou College sigue el plan de estudios del Ministerio de Educación de Tonga, que se basa en el plan de estudios de Nueva Zelanda. Las clases técnicas también ofrecen cursos donde los estudiantes pueden continuar sus estudios en Nueva Zelanda. 

## Revista
Tupou College tiene una revista que se publica anualmente para registrar eventos y participación en la escuela. Es conocida como la Ko e Havea Magazine. 

## Directores
Antes de 1970, todos los directores de Tupou College eran australianos y fueron asignados a trabajar en Tonga como misioneros. No fue hasta 1970 que la institución tuvo su primer director tongano, el Rev. Siupeli T. Taliai, quien se desempeñó como director durante nueve años; entre 1970 y 1979. 
| Director                            | Período   |
| ----------------------------------- | --------- |
| Rdo. Dr. James Egan Moulton         | 1866-1888 |
| Rdo. James Egan Moulton Jnr         | 1895-1905 |
| Rdo. Charles P. Walkden Brown       | 1906-1908 |
| Rdo. Rodger Page                    | 1909-1915 |
| Rdo. Dr. E.E.V.Collocott            | 1916-1923 |
| Rdo. Dr. Alfred Harold Wood         | 1924-1937 |
| Rdo. Cecil Gribble                  | 1939-1943 |
| Rdo. Eban E.V. Newman               | 1944-1947 |
| Rdo. Ronald A.W. Woodgate           | 1948-1951 |
| Rdo. Howard W. Secomb               | 1951-1963 |
| Rdo. John Sutton                    | 1964-1967 |
| Rdo. Siupeli T. Taliai              | 1970-1979 |
| Rdo. Dr. Tevita Tongamohenoa Puloka | 1980-1984 |
| Rdo. David Mills                    | 1985-1989 |
| Rdo. Sione Hikaione Fonua           | 1990-1994 |
| Rdo. Dr. 'Asinate Samate            | 1995      |
| Rdo. Siosaia pele                   | 1996-1997 |
| Rdo. Dra. Tevita Hala Palefau       | 1998-2001 |
| Rdo. Dr. 'Asinate Samate            | 2002-2003 |
| Rdo. Tu'ipulotu Malakai Pomana      | 2003-2004 |
| Rdo. Dr. Fisi'ihoi Mone             | 2005-2013 |
| Rdo. 'Alifeleti' Atiola             | 2014 -    |

## Sistema de casas
El sistema de casas, una característica heredada de los británicos, divide a los estudiantes en 12:
| Casa           | Descripción                                                                            |
| -------------- | -------------------------------------------------------------------------------------- |
| John Thomas    | En Honor al primer misionero exitoso en Tonga                                          |
| Harold Wood    | En honor a Rev. A. Harold Wood, Ex Director del Instituto                              |
| Tevita Tonga   | En honor al Tutor principal del Instituto                                              |
| 'Aho'eitu      | En honor a Siaosi Manumataongo' Alaivahamama'o 'Aho'eitu Konstantin Tuku'aho, Exalumno |
| Siupeli Taliai | En honor al primer director tongano                                                    |
| Kau Ta'e'iloa  | En honor a todos los contribuyentes desconocidos al Instituto                          |
| Howard Secomb  | En honor al Ex Director del Instituto                                                  |
| Sau Faupula    | En honor al Ex Tutor Principal                                                         |
| John Wesley    | En honor a John Welsey, Fundador de la Iglesia Metodista                               |
| Wood Gate      | En honor a Ronald Woodgatem, Ex Director del Instituto                                 |
| Rodger Page    | En honor a Rodger Page, Ex Director del Instituto y Presidente de la FWC               |
| Sione Havea    | En honor al Tutor Principal con más tiempo en el cargo                                 |

## Museo
El Museo Conmemorativo de Tukuʻaho (Ko e Misiume Fakamanatu ʻO Tukuʻaho) es un pequeño museo en el campus que alberga muchos artefactos importantes de Tonga donados por la familia real y por muchos otros que muestran la historia de la institución, así como Cultura tongana. La entrada es gratuita y los visitantes pueden ponerse en contacto con la escuela para visitar, ya que el museo solo abre con cita previa.